# São Rafael (nau)
A nau São Rafael foi construída pelo mesmo estaleiro e ao mesmo tempo para o mesmo fim da nau São Gabriel e as suas dimensões eram semelhantes.
Durante a primeira viagem à Índia Paulo da Gama, irmão de Vasco da Gama, foi o capitão. Faziam parte também da tripulação João de Coimbra, o piloto, e João de Sá, o escrivão.
A nau São Rafael foi queimada ao largo de Mombaça, no local que ficou conhecido por baixos de São Rafael.